# نقابة المحامين العراقيين
نقابة المحامين العراقيين هيئة نقابية عراقية تأسست في آب سنة 1933 إبّان العهد الملكي في العراق، وكان أول نقيب لها هو ناجي السويدي، الذي تولى في ذلك العهد رئاسة الوزراء. ومن أعلام النقابة الآخرين توفيق السويدي، صالح جبر، رشيد عالي الكيلاني، حمدي الباججي، مزاحم الباججي، مصطفى العمري، أحمد مختار بابان وعبد الوهاب مرجان، الذين بدورهم تولوا أيضًا رئاسة الوزراء في العهد الملكي. وترأس نقابة المحامين منذ تأسيسها عام 1933 حتى عام 2019، 28 نقيبًا، آخرهم المحامية أحلام رشيد اللامي، التي انتخبت بعد المحامي ضياء السعدي الذي تولى رئاسة النقابة خلال السنوات 2019-2021.

## التاريخ

### النشأة
لم تكن مهنة المحاماة بمعناها الحديث قد عرفت في العراق، إلا في سنة 1875، عندما نص نظام «أصول المحاكمات التجارية» على إمكانية حضور الخصوم بالذات أو عن طريق وكلاء يمثلونه. وفي عام 1908، افتتحت مدرسة الحقوق في بغداد، فأصبحت هي المصدر الرئيس للمحامين في العراق، حيث توجه الطلاب العراقيون إلى الدراسة فيها بدلًا من تحمل مشاق السفر والغربة في إسطنبول.

### أيام الاحتلال البريطاني
احتلت القوات البريطانية بغداد في 11 مارس 1917، وشرعت بتنظيم شؤون الحكم والإدارة كقوة احتلال، على الرغم من إعلان قائد الحملة البريطانية التي دخلت بغداد بأنهم جاؤوا محررين لا فاتحين. فعملت على إعادة تنظيم مهنة المحاماة كجزء من اهتمامها بترتيب أوضاع الحكم وشرعت قانونًا جديدًا يسمح لمن كان بيده شهادة من مدرسة الحقوق في إسطنبول وبغداد أو رخصة من نظارة العدلية العثمانية - أي وزارة العدل - مؤرخة قبل احتلال بغداد، ويرغب في ممارسة المحاماة في محاكم الولايات، أن يطلب اجازة الاشتغال بالمحاماة.
وهذه منوط إعطاؤها باختيار ناظر العدلية - أي وزير العدل - ومن ثم خُوّلت لرئيس محكمة التمييز، وكذلك يجوز لرئيس محكمة التمييز أن يعطي بموافقة ناظر العدلية إجازة ممارسة المحاماة، إلى الذين ليست بيدهم المستمسكات المذكورة، إن اقتنع بان معلوماتهم القانونية وحسن اخلاقهم تؤهلهم لذلك.

#### إعادة فتح مدرسة حقوق بغداد
ونظرًا إلى قلة المحامين في ذلك الوقت، فتحت دورة خاصة يكمل فيها دراسة الحقوق أولئك الذين درسوا الحقوق في العهد العثماني، ولم تتسع الفرصة أمامهم للتخرج. وحُدّدت مدة الدورة بعام واحد، بينما كانت مدة الدراسة في مدرسة الحقوق ثلاث سنوات.
كانت شؤون المحامين، تديرها دائرة العدلية التي تأسست في بغداد أثناء الحرب العالمية الأولى، ويرأسها ناظر العدلية المستر إدغار بنهام كارتر (بالإنجليزية: Edgar Bonham-Carter)‏ - الذي عينه الحاكم الملكي العام البريطاني، وهو محامٍ في بالقضاء العالي في بريطانيا العظمى، وكان هذا المنصب يعادل منصب وزير العدل.
وقد اعتمد ناظر العدلية على التشريعات العثمانية التي كانت نافذة المفعول في العراق آنذاك بعد إدخال بعض التعديلات عليها، لتجاري ظروف العهد الجديد بعد احتلال العراق.

##### دعوة المحامين للتسجيل
وبعد استقرار الامور، أصدر ناظر العدلية في 12 يناير 1918، إعلانًا دعا فيه المحامين الذين يمارسون المحاماة دون أن يكونوا مسجلين لدى نظارة العدلية أن يسجلوا فيها، وتضمن الإعلان التالي:
```
«
إعلان... ليكن معلومًا عند جميع المحامين –الأفوكاتية- أن من يرغب في ممارسة مهنته في محكمتي البداءة والاستئناف عليه أن يستخرج لنفسه رخصة بها من نظارة العدلية. وعليه أن يقدم عريضة (استدعاء) إلى الدائرة المذكورة تتضمن البراهين الكافية التي تدل على كفاءته والقيام بوظيفة المحاماة أحسن القيام. وتكون هذه البراهين مما يتبين منها أن صاحب العريضة حائز على شهادة من مدرسة الحقوق أو رخصة من نظارة العدلية التركية. ويجب أيضًا إلحاق الشهادة بالعريضة مضمومة اليها. وبعد بضعة أيام سينشر نظام المحامين الذي سنه ناظر العدلية وصدق عليه الحاكم الملكي العام.
»
```

###### نظام المحامين لسنة 1918
وبعد يومين من إعلان دعوة التسجيل، أصدر ناظر العدلية المستر إ. بنهام كارتر في تاريخ 14 يناير 1918 نظام المحامين الصادر بموجب البيان المؤرخ في 28 ديسمبر 1917. وقد نظم ناظر العدلية النظام، وصادق عليه الحاكم الملكي العام للعراق السير بيرسي كوكس، حسب السلطة التي زودها بموجب البند (2) من بيان قائد الجيش الصادر في 28 ديسمبر 1917. ويُسمى هذا النظام نظام المحامين لسنة 1918.

## تأسيس نقابة المحامين العراقيين
تعد نقابة المحامين العراقيين من المنظمات المهنية الرائدة في العراق، حيث لم تسبقها أي منظمة بهذا الاسم، إنما أسّست منظمات تحت مسمى جمعية، مثل الجمعية الطبية البغدادية سنة 1920 وجمعية أصحاب الصنائع سنة 1929، وغيرها. وبالرغم من ذلك، فان تأسيسها يعد متأخرًا نصف قرن عن قيام أول نقابة للمحامين في الدولة العثمانية – التي كانت تسيطر على الحكم في العراق – التي تأسست سنة 1882، بموجب نظام وكلاء الدعاوى الصادر سنة 1876، وهو الاسم الذي كان يطلق على المحامين آنذاك، الذي نص على تأسيس جمعية لوكلاء الدعاوى.
وتعد نقابة المحامين من المراكز المهنية المهمة التي أثرت كثيرًا في الوعي الوطني والسياسي والثقافي والديمقراطي في العراق منذ تأسيسها سنة 1933. وساهم أبناؤها في تأسيس وبناء العراق الحديث، منذ انبثاق الحكم الوطني سنة 1921 إلى اليوم، فلقد تسنموا المناصب العليا، كرئاسة الوزراء والوزارات ورئاسة وعضوية مجلسي النواب والاعيان في العهد الملكي، فضلًا عن سائر الوظائف المهمة الأخرى.
وامتد ذلك الأمر إلى العهد الجمهوري في جميع أدواره وإلى الآن، في تسنم الوظائف العليا التي ذكرت آنفًا وغيرها، كرئاسة الجمهورية وعضوية المجلس الوطني ومجلس النواب الحالي.
وبالرغم من صدور نظام المحامين سنة 1918، ثم صدور قانون نقابة المحامين سنة 1925، الذي نص على تأسيس نقابة المحامين في (المادة/2)، إلا أن النقابة لم تؤسس، واستمرت وزارة العدلية تتولى الإشراف على إدارة شؤون المحامين بموجب النظام المذكور، وكان وزير العدل هو المرجع لجميع ما يتعلق بتنظيم شؤون المحامين والمحاماة ودام ذلك تسع سنوات بعد صدور القانون، وبعد نيل العراق الاستقلال الرسمي بدخوله عضوًا في عصبة الأمم سنة 1932.

## قانون نقابة المحامين
بعد أن ناهز عدد المحامين 300 محام، بادر المحامون إلى مراجعة وزارة العدلية لتاسيس نقابتهم التي نص عليها نظام المحامين لسنة 1925 لتتولّى إدارة شؤونهم بدلًا من وزارة العدلية التي كانت تتكفل بذلك، فصدر على إثر ذلك قانون نقابة المحامين رقم 61 في 24 أغسطس 1933، والذي يعد ذكرى تاسيس النقابة ويُحتفل به في العراق بصفته يوم المحامي العراقي.
وبصدور هذا القانون، ألغيت جميع القوانين والأنظمة ذات العلاقة الصادرة قبله، والذي نص في (المادة/2): «تؤسس بحكم هذا القانون نقابة للمحامين يكون مركزها العاصمة، وعندئذ يكون جميع المحامين في العراق منتسبين إلى النقابة». ونص كذلك في (المادة/3): «على أنه لا يسوغ لأي شخص كان يتعاطى المحاماة أمام أي محكمة في العراق، إذا لم يكن عضوًا في النقابة ويحصل على إجازة خاصة تمنحها إياه نقابة المحامين لتعاطي المحاماة.» ونتيجة لذلك عقد المحامون اجتماعًا للمداولة لاتخاذ الاجراءات القانونية المطلوبة لتأسيس النقابة وانتخاب أعضاء مجلسها، وأبلغوا وزارة العدل بذلك، وبناءً على ما ورد في القانون المذكور، نصت فيه مادة مؤقتة: «على وزير العدلية أن يدعو الحائزين على صفة المحاماة بمقتضى أحكام هذا القانون، إلى عقد اجتماع عام في مدة لا تتجاوز الشهر من تاريخ تنفيذه، وذلك لأجل تأليف النقابة وانتخاب لجانها التي تشرف على شؤون مهنة المحاماة كافة». لذلك أصدر وزير العدلية محمد زكي بك إعلانًا في تاريخ 27 سبتمبر 1933، دعا فيه المحامين الذين تتوفر فيهم شروط ممارسة المحاماة - وكان عددهم (109) محامٍ فقط - للحضور إلى ساحة المحاكم لانتخاب رئيس نقابة المحامين.
وعند الساعة الرابعة من عصر الاثنين، في 9 أكتوبر 1933، اجتمع المحامون بحضور وزير العدلية المحامي محمد زكي بك وبدأوا بانتخاب الرئيس، ففاز برئاسة النقابة ناجي السويدي بـ65 صوتًا، ليُصبح بذلك أول نقيب لنقابة المحاميين العراقيين، وفاز بنيابة الرئاسة - وكالة النقابة - المحامي داود السعدي، وتأجل الاجتماع إلى يوم الأربعاء 11 أكتوبر، الساعة الرابعة بعد الظهر في ساحة المحاكم لانتخاب اللجان. ونشرت جريدة الطريق في عدد لاحق عريضة مرفوعة إلى وزير العدلية وقع عليها جماعة من المحامين جاء فيها: «معالي وزير العدلية الأفخم، بناء على التفسير الفعلي الذي جرى من قبل وزارتكم الجليلة للفقرة/3 من المادة/3 من قانون نقابة المحامين، والذي أقره المحامون بموافقتهم على إبطال الانتخاب الأول وإعادته لعدم حصول الأكثرية المطلقة، فقد أعيد الانتخاب بحضوركم في 9 أكتوبر 1933، فأسفر عن انتخاب الرئيس، وحيث أن الانتخاب لنيابة الرياسة لم يجرِ في الجلسة السابقة، فإن الجلسة هذه تعتبر الأولى بالنظر لانتخاب نائب الرئيس، وإن اعتبرت الثانية بالنظر للرئيس، وحيث أن داود أفندي السعدي، حصل على (54) صوتًا من أصل (113) صوتًا فلا يعد حائزًا على الأكثرية المطلقة التي يجب أن تكون (57) صوتًا، لهذا فإن انتخاب نائب الرئيس غير صحيح، ويخالف فعلًا لما أقرته الوزارة. فبناءً عليه يجب والحالة هذه، إعادة انتخاب نائب الرئيس، تنفيذًا لحكم القانون. التواقيع.»
فأصدر وزير العدلية البيان التالي: «إلى حضرات المحامين كافة: تظاهر للوزارة بالنظر للأحكام القانونية، أن انتخاب نائب الرئيس لنقابة المحامين تابع لعين الطريقة المتبعة لانتخاب الرئيس. وحيث لم تحصل أكثرية الآراء في الانتخاب السابق لنائب الرئيس، فعليه قرر تعيين يوم الأحد الموافق 22 الجاري - أي شهر أكتوبر 1933 - موعدًا لانتخاب نائب الرئيس واللجان بعين الطريقة المنصوص عليها في المادة/3، وذلك في الساعة الثالثة زوالية من اليوم المذكور.»
وفي 22 أكتوبر 1933، جرى انتخاب نائب الرئيس وأعضاء الهيئة الإدارية بحضور مدير العدلية العام نوري القاضي، نيابة عن وزير العدلية، وفاز فيها السيد داود السعدي مُجدّدًا، وجرى كذلك انتخاب أعضاء الهيئة الإدارية.
ويُلاحظ أن القانون لم يحقق الاستقلال الكامل للنقابة، وإنما أبقى ارتباطها بوزير العدل، فيما يتعلق بالانتساب والسلطة التأديبية، مما أدى إلى تذمر المحامين ومطالبتهم بتعديل ذلك بما يتلاءم وقوانين المحاماة في البلاد العربية، ولم يتحقق ذلك إلا بعد قيام ثورة 14 تموز 1958 بموجب القانون رقم 84 لسنة 1960.

## ما بعد التأسيس

### العهد الملكي
في العصر الأوّل من عمر الدولة العراقية إبّان العهد الملكي ما بين عامي 1958-1921، تولى رئاسة الوزارة في تلك الفترة تسعة رؤساء من المحامين من مجموع ثلاثة وعشرين رئيسًا للوزراء، هم: ناجي السويدي وهو أول نقيب للمحامين العراقيين، توفيق السويدي، صالح جبر، رشيد عالي الكيلاني، حمدي الباججي، مزاحم الباججي، مصطفى العمري، أحمد مختار بابان وعبد الوهاب مرجان. أما الوزارات، فان عدد المحامين الذين تولوها فهو ما لا يمكن عده قياسًا مع رئاسة الوزراء.
وأبرز ممن تولى الوزارة من نقباء المحامين، هم: نصرة الفارسي، نجيب الراوي، جميل عبد الوهاب، جعفر حمندي، عبد الوهاب محمود، حسين جميل في العهد الملكي، حسين الصافي ومالك دوهان الحسن في العهد الجمهوري.
وبلغ عدد وزراء ذلك العصر 175 وزيرًا، شكل المحامون منهم نسبة كبيرة، إذ ارتفعت نسبة مشاركتهم من 15% في عشرينيات القرن العشرين، إلى 50% قبيل قيام ثورة 14 تموز. ويرى مراقبون أن هذه النسبة الكبيرة من المحامين الذين تولوا رئاسة الوزراء أو ممن توزروا ضمن الحكومات، بأن المحامين، هم الذين كانوا يحكمون العراق في تلك الفترة.

### العهد الجمهوري
بعد ثورة 14 تموز، رغم سيطرة العسكريين على زمام الحكم في العراق، حيث وصلت في بعض الأحيان إلى 100%، إلّا أن وجود المحامين وإن قل بنسبة كبيرة، إلّا أنه ظل مؤثرًا، ففي أول وزارة بعد قيام الثورة كان فيها خمسة محامين، هم: حسين جميل واضع دستور العراق ما بعد الثورة، عبد الجبار الجومرد، طلعت الشيباني، إبراهيم كبة ومصطفى علي.
ولم يتول رئاسة الوزراء بعد ثورة تموز 1958 من المحامين سوى عبد الرحمن البزاز، إذ استحوذ العسكريين عليها حتى عام 2006، حين تولى رئاسة الجمهورية جلال الطالباني ما بين عامي 2014-2006، وهو محامٍ.

## أعلام النقابة الأوائل
ومن المحامين العراقيين الذين تخرجوا من مدرسة الحقوق في إسطنبول وغيرها:
| - إسكندر غالب 1882. - عبد الجبار الخياط 1883. - عبد الرحيم ضياء – بغداد – 1886. - إلياس رسام – موصل – 1887. - عبد الله عوني – السليمانية – 1890. - موسى كاظم الباججي – بغداد – 1890. - نجيب حبيب – بغداد – 1893. - كيروب ستيان – بغداد – 1890. - محرم معمر – بغداد -1892. - ناجي السويدي – بغداد-1895. - حسن الباججي – بغداد -1898. - شاكر الباججي بغداد 1900. - منشي حكيم بغداد 1902. - داود سمرة بغداد 1903 - نعيم منشي زلخة بغداد 1904. - أحمد نجم الموصل 1906. - سلمان بولص الموصل 1907. | - سليمان فيضي البصرة 1907. - داود الحيدري بغداد 1907. - عبد الوهاب سليمان بغداد 1907. - داود إبراهيم الحيدري بغداد 1907. - عارف السويدي بغداد 1908. - محمد خورشيد كركوك 1909. - سعيد نامق أنطوان بغداد 1909. - أنطوان شماس بغداد 1903 - عبد الله عدلي افندي أربيل 1911. - عبد الله عدلي أربيل 1911. (مدرسة حقوق قونية)، - مصطفى عبد الرحمن بغداد 1912. - محمد رفيق ملا نعمان بغداد 1912. - عبد الله فائق سليمان بغداد 1912. - توفيق السويدي بغداد 1912. - ارتين دكرمنجيان البصرة 1912. (مدرسة حقوق سالونيك)، - صالح شوقي عثمان بغداد 1912. (شعبة الحقوق في دار الفنون)، - رفيق توفيق بغداد 1913. | - محمد صالح الباججي بغداد 1913. - احمد نشأت السنوي بغداد 1913. - عثمان نوري الاورفلي 1913. - محمد بهاء الدين اليازجي الموصل 1913. - محمد شفيق كركوك 1913. - صدر الدين فهمي بغداد 1913. - محمد ناجي الزهاوي بغداد 1914. - عبد القادر السنوي بغداد 1915. (شعبة الحقوق في دار الفنون)، - عبد الكريم عبد الله كركوك - خالد الشابندر بغداد. - ياسين العريبي الموصل - يوسف إلياس الموصل - كامل الجادرجي - منير القاضي - أنور شاؤول - سامي عبد الحميد - يوسف العاني |

## رئاسة النقابة

النقيب حسين الصافي.

تولى رئاسة نقابة المحامين منذ تأسيسها سنة 1933 حتى 2019 سبعة وعشرون نقيبًا. وجرى حل مجلس النقابة المنتخب خلال تلك الفترة مرتين، أوّل مرة ما بين عامي 1965 و 1966، حيث أدارت شؤون النقابة لجنة انتدبتها وزارة العدل بعنوان لجنة الإشراف، التي تألفت من خمسة قضاة هم الحكام: حسن علي التكريتي رئيسًا، مصطفى جواد، حمزة بحر، حكمت ممتاز ونوري الهاشمي. وفي المرة الثانية، في 20 مايو 2003، عندما حضر إلى مقر النقابة القاضي الأمريكي دونالد ف. كامبل (بالإنجليزية: Donald F. Campbell)‏ ممثل الجيش الأمريكي في العراق والمشرف على وزارة العدل ونقابة المحامين العراقيتين، حيث قرّر حل مجلس النقابة المنتخب، وتعيين لجنة من خمسة محامين للأشراف على عمل النقابة اعتبارا من 21 مايو 2005، وهم المحامون: حسين الموسوي رئيسًا، حسين مرزة، سعد يحيى، هشام مهدي صالح وبرويز محمد محمود.

### النقباء
فيما يلي أسماء النقباء العراقيين:
1. ناجي السويدي (1933 - 1934) ثم استوزر في 21 مارس 1934.
2. داود السعدي (1934) أكمل المدة الباقية من الدورة الانتخابية وكالة.
3. بهجت زينل، فاز بخمس دورات متتالية: (1934 - 1935)، (1935 – 1936)، (1936 – 1937)، (1937 – 1938)، (1938 – 1939)، (1939– 1940)،
4. نصرت الفارسي (1940 – 1941)،
5. نجيب الراوي، فاز بخمس دورات انتخابية متتالية: (1941 – 1942)، (1942 – 1943)، (1943 – 1944)، (1944 – 1945)، (1945 – 1946) ثم سادسة أخرى منفردة ما بين عامي (1947 – 1948).
6. جميل عبد الوهاب (1946 – 1947)،
7. جعفر حمندي، فاز بدورتين متتاليين: (1947 – 1949)، (1949 – 1950).
8. عبد الوهاب محمود، فاز بأربع دورات: (1950 – 1951)، (1951 – 1952)، (1952 – 1953)، (1958 – 1959)، ثم ترأسها لدورتين متتاليتين: (1968 – 1970)، (1970 – 1972).
9. حسين جميل، فاز بثلاث دورات متتالية: (1953 – 1954)، (1955– 1956)، (1956 – 1957).
10. فائق السامرائي، فاز بدورتين غير متتاليتين: (1957 – 1958)، (1966 – 1968).
11. عبد الرزاق شبيب فاز بست دورات متتالية: (1959 – 1960)، (1960 – 1961)، (1961 – 1962)، (1962 - 1963)، (1963 – 1964)، (1964 – 1965).
12. ناجي يوسف (1972 - 1972)
13. جهاد الونداوي (1972 - 1972)
14. فيصل حبيب الخيزران (1972 – 1974)
15. حسين الصافي (1974 - 1974)
16. مظهر فهمي، فاز بثلاث دورات متتالية: (1974 – 1976) (1976 – 1978)، (1978 – 1980)،
17. حامد صالح الراوي، فاز بست دورات متتالية: (1980 – 1982) (1982 – 1984)، (1984 – 1986)، (1986 – 1988)، (1988 – 1990)، (1990 – 1991)،
18. نعمة يوسف النعمة (1991)،
19. داود الأسود، فاز بثلاث دورات متتالية: (1991 – 1992)، (1992 – 1994)، (1994 – 1996)،
20. عز الدين النعيمي، فاز بدورتين متتاليتين: (1996 – 1998)، (1998 - 2000)،
21. نعمان شاكر (2000 – 2003)،
22. مالك دوهان الحسن (2003 – 2004)،
23. كمال حمدون ملا علو (2004 – 2006)،
24. أسود المنشدي (2006 – 2008)
25. ضياء السعدي، فاز بدورتين: (2008 – 2010)، (2019 – 2021).
26. محمد الفيصل، فاز بثلاث دورات متتالية: (2010 – 2013)، (2013 – 2016)، (2016 - 2017).
27. أحلام اللامي فازت بدورتين: (2017 – 2019)، (2022 – حتى الآن).
28. محمد صالح المهنا (2022).

## معرض صور

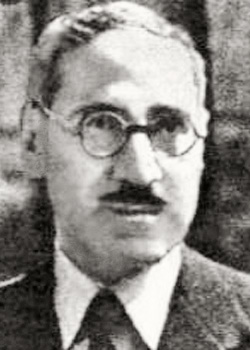
رشيد علي الكيلاني (1892 - 1965)؛ أحد أبرز أعضاء النقابة، رمز من الرموز الوطنية العراقية، شغل منصب رئيس الوزراء ثلاث مرات أثناء العهد الملكي في العراق حيث كان رئيسًا للوزراء في الأعوام 1933، 1940، 1941.
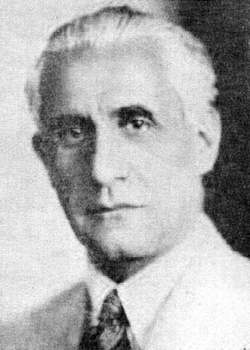
مزاحم الباجه جي (1891 - 1982)؛ أحد أبرز أعضاء النقابة، أصبح في عام 1924 عضوا في المجلس التأسيسي العراقي كممثل للحلة، وزير للعدل، وممثل سياسي للعراق في لندن عام 1927، ووزيرا للداخلية في العراق عام 1931، ومندوبا للعراق في عصبة الأمم المتحدة ثم سفيرا متجولا للعراق في أوروبا.
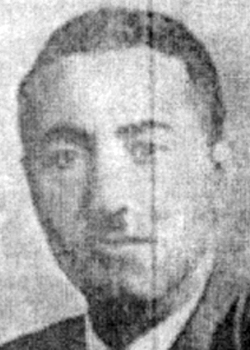
عبد الوهاب مرجان (1909 - 1964)؛ أحد أبرز أعضاء النقابة، من مؤسسي الحزب الوطني الديمقراطي والاتحاد الدستوري. وقد شغل وزارات عدة وأصبح رئيسا لمجلس النواب لدورات متعددة وتولى رئاسة الوزراء.
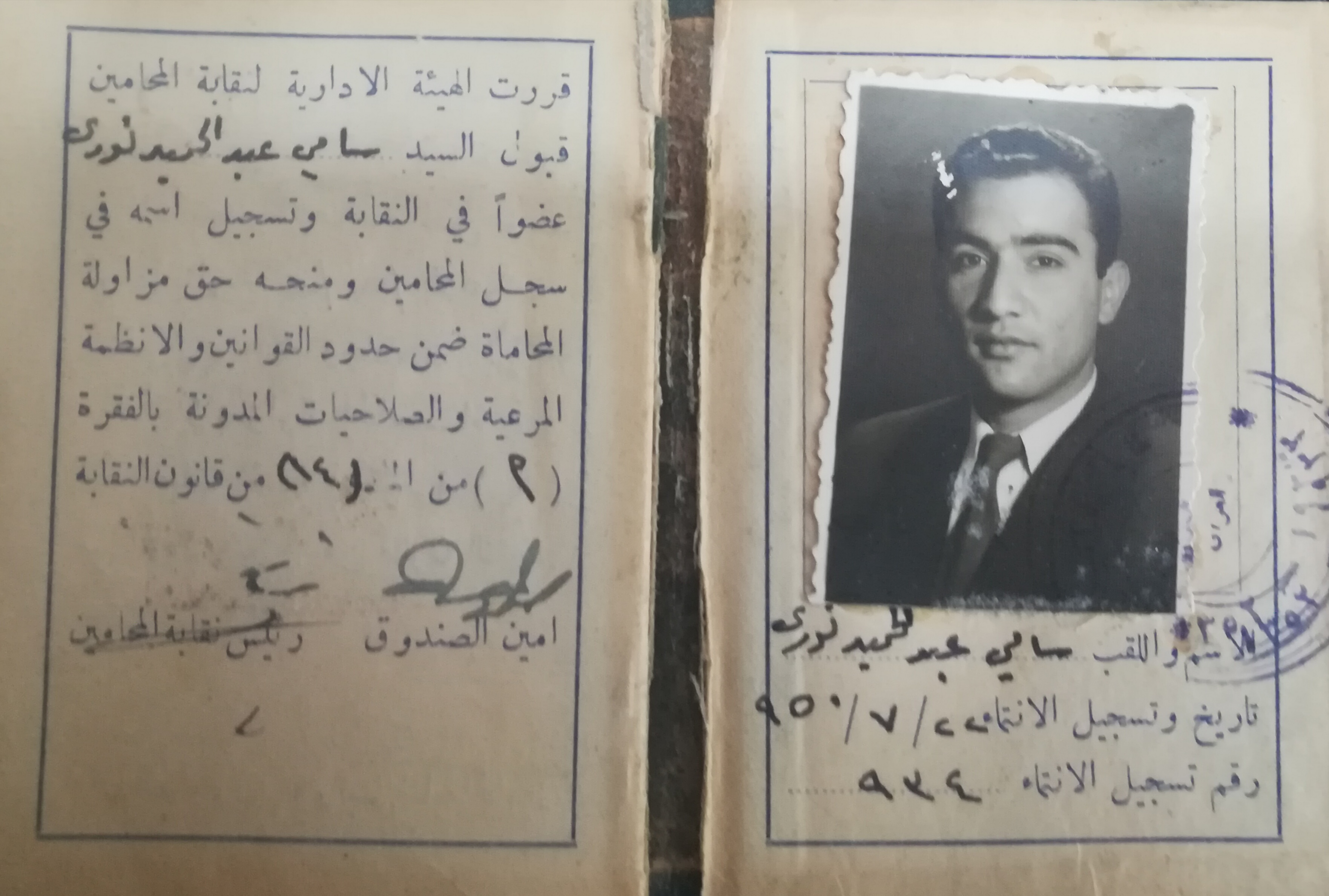
هوية المحامي سامي عبد الحميد.